# Baao
Baao is een gemeente in de Filipijnse provincie Camarines Sur op het eiland Luzon. Bij de laatste census in 2007 had de gemeente ruim 52 duizend inwoners.

## Geografie

### Bestuurlijke indeling
Baao is onderverdeeld in de volgende 30 barangays:
| - Agdangan Pob. - Antipolo - Bagumbayan - Buluang - Caranday - Cristo Rey - Del Pilar - Del Rosario - Iyagan - La Medalla - Lourdes - Nababarera - Pugay - Sagrada - Salvacion | - San Francisco - San Isidro - San Jose - San Juan - San Nicolas - San Rafael - San Ramon - San Roque - San Vicente - Santa Cruz - Santa Eulalia - Santa Isabel - Santa Teresa - Santa Teresita - Tapol |

## Demografie
Baao had bij de census van 2007 een inwoneraantal van 52.466 mensen. Dit zijn 5.773 mensen (12,4%) meer dan bij de vorige census van 2000. De gemiddelde jaarlijkse groei komt daarmee uit op 1,62%, hetgeen lager is dan het landelijk jaarlijks gemiddelde over deze periode (2,04%). Vergeleken met de census van 1995 is het aantal mensen met 11.100 (26,8%) toegenomen.

De bevolkingsdichtheid van Baao was ten tijde van de laatste census, met 52.466 inwoners op 91,2 km², 575,3 mensen per km².

## Geboren in Baao
- Manuel P. del Rosario (1915-2009), rooms-katholiek bisschop
- Joaquin Bernas (1932-2021), jezuïet en bestuurder